# Lilian Suzette Gibbs
Lilian Suzette Gibbs (* 10. September 1870 in London; † 30. Januar 1925 in Santa Cruz, Teneriffa) war eine britische Botanikerin. Sie galt als fachliche Autorität auf dem Gebiet der Gebirgsvegetation. Gibbs war auch bekannt für ihre weitausgedehnten Forschungsreisen, in deren Kontext sie als erste Frau 1910 den Gipfel des Mount Kinabalu bestieg. Ihr botanisches Autorenkürzel lautet „Gibbs“.

## Leben
Schon als junges Mädchen interessierte sich Lilian Suzette Gibbs für die Pflanzenwelt der Berge und legte sich Sammlungen mit Pflanzen der Schweizer und Österreichischen Gebirge an.
Lilian Suzette Gibbs besuchte von 1899 bis 1901 das Swanley Horticultural College. Danach nahm sie 1901 Studien im Fachbereich Biologie am Royal College of Science in Kensington, London auf. In der Folge wurde sie Forschungsstudentin bei John Bretland Farmer.
Gibbs war beim Naturhistorischen Museum in London angestellt, verwandte jedoch sehr viel Zeit ihres Arbeitslebens auf botanische Exkursionen in verschiedenste Regionen der Erde.
1905 unternahm Gibbs mit der British Association eine Südafrikaexkursion. Das hier gesammelte Material bildete die Grundlage für die von ihr verfasste Fachschrift Contributions to the Botany of Southern Rhodesia. Bei den im Kontext der Expedition neu gefundenen Arten führte sie histologische Untersuchungen durch und veröffentlichte die Ergebnisse. In mehreren Forschungsreisen untersuchte sie die Bergflora des Malaiischen Archipels. So hielt sie sich 1907 für drei Monate in der Mount Tomanivi Region auf den Fidschi-Inseln auf, erkundete 1910 den Mount Kinabalu in Borneo und untersuchte des Weiteren 1913 die Vegetation der Arfakgebirge in Neuguinea. Letztere Expedition diente dazu, nähere Erkenntnisse zu Fragen der Pflanzenverbreitung zu gewinnen, die sich bei den vorigen Expeditionen ergeben hatten. Gibbs arbeitete heraus, dass die Pflanzen sich von New Guinea aus in Richtung Polynesien und Australien verbreiteten. Dazwischen war sie 1912 in Island tätig, wo sie Pflanzenmaterial sammelte. Den Abschluss ihrer Expedition bildete ein sechsmonatiger Aufenthalt in Tasmanien. Diesen nutzte sie, um die Pflanzenformationen der Hochebenen näher zu erforschen. Ihre Forschungsergebnisse veröffentlichte sie in mehreren Fachzeitschriften.

## Würdigung
Lilian Suzette Gibbs konnte wesentliche Kenntnisse zur Bergflora des Malaiischen Archipels beitragen. Bei mehr als 100 Arten war sie an der Erstbeschreibung beteiligt. 1905 fand sie Aufnahme in die Linnean Society, 1910 in die Royal Microscopical Society und 1919 in die Royal Geographical Society. Gibbs wurde 1910 mit der Huxley-Medaille und einem Forschungspreis des Royal College of Science ausgezeichnet. Rendle ehrte sie, indem er die Pflanzengattung Gibbsia (Urticaceae) nach ihr benannte.